# Octoblepharum costatum
Octoblepharum costatum är en bladmossart som beskrevs av H. Crum in Mägdefrau 1983. Octoblepharum costatum ingår i släktet Octoblepharum och familjen Dicranaceae. Inga underarter finns listade i Catalogue of Life.